# Cigaritis greeni
Cigaritis greeni is een vlinder uit de familie van de Lycaenidae. De wetenschappelijke naam van de soort is voor het eerst gepubliceerd in 1896 door Francis Arthur Heron.
De soort komt voor in Sri Lanka.